# Arena Metropolitana de Tuxtla Gutiérrez

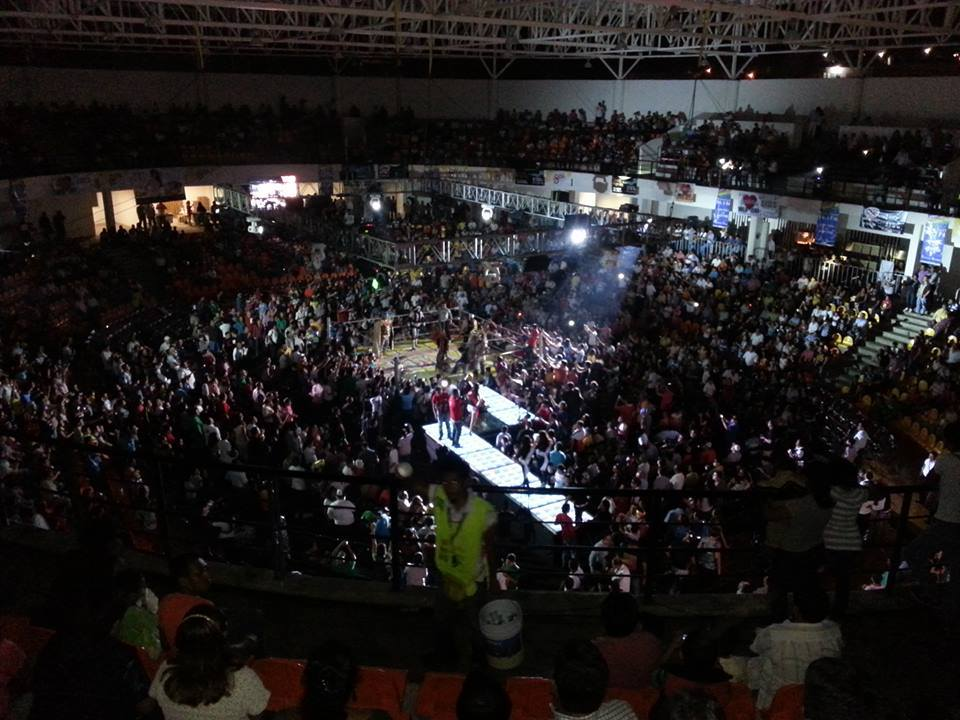
Arena Llena

La Arena Metropolitana Jorge Cuesy Serrano es una arena de usos múltiples ubicada en la ciudad mexicana de Tuxtla Gutiérrez, en el estado mexicano de Chiapas. Fue nombrada así en honor a Jorge Antonio Cuesy Serrano, quien fuera director del Instituto del deporte en el gobierno de Juan Sabines Guerrero y muriera el 21 de julio de 2011.
Fue inaugurada el 21 de mayo de 2011, tiene capacidad para 2500 espectadores, aunque para eventos de otro tipo puede ampliar su capacidad hasta sobrepasar los 3000 espectadores aproximadamente.
Es utilizada para eventos deportivos como funciones de lucha libre, boxeo, gimnasia, así como para conciertos y eventos gubernamentales.
Es junto con el Súper Ovalo Chiápas, el Estadio Zoque VMR, El Estadio Flor del Sospó y El Centro de Convenciones y Polyforum Chiápas uno de los recintos más grandes de Tuxtla Gutiérrez.

## Historia
Se construyó con la finalidad de reemplazar el antiguo auditorio municipal ubicado en pleno centro de la ciudad y tiene una capacidad para 1200 espectadores que, debido al constante crecimiento del parque vehicular hacía muy complicada la realización de eventos en dicho espacio. La arena se encuentra ubicada al sur-poniente de la ciudad, el área de mayor actividad comercial y hotelera, accediendo a través del libramiento sur-poniente con dirección al poniente. Cuenta con 180 cajones de estacionamiento

## Capacidad
En la arena se pueden llevar a cabo diversas actividades variando la capacidad de asistentes:
- Baloncesto, Fútbol Rápido, Voleibol, Gimnasia, Tenis, Badminton: 2500 espectadores.

- Box, lucha libre, kick boxing, halterofilia, judo, tae kwon do,: 2800 a 3000 espectadores.

- Pasarela: 600 espectadores.

- Banquete (fiesta social): 600-700 espectadores.

- Obras de teatro, conciertos, festivales, actividades de gobierno: 2800 a 3000 espectadores.[1]

A pesar de que no se siguió el diseño original, la arena fue bien recibida por los habitantes de la ciudad y ha sido utilizada constantemente desde su inauguración.

## Acontecimientos
- El 21 de mayo de 2011 se inaugura con una función de box en la que Tomas "Gusano" Rojas defendió exitosamente el Campeonato Mundial Peso Supermosca del CMB ante Juan José "Goofy" Montes.
- El 30 de julio de 2011 se realiza la pelea de Campeonato Mundial Femenil Supergallo del CMB entre Jackie Nava Vs. Ana María Torres
- El 30 de septiembre de 2011 se presenta en la Arena el grupo de música regional mexicana Los Titanes de Durango
- El 17 de diciembre de 2011 se realiza la pelea entre Omar Chávez Vs. Jorge Paez.
- El 25 de agosto de 2012 se presenta en la Arena el grupo de música regional mexicana Pesado.
- El día 1 de febrero de 2013 se presenta en la Arena una lucha entre Carlito Caribean Cool Vs. Chris Masters, ambos ex super estrellas de WWE.
- El 2 de marzo de 2013 se realiza una función de Asistencia Asesoría y Administración que en la lucha estelar tuvo a Cibernético, La Parka y Octagon vs. Hijo del Perro Aguayo, L. A. Park y El Mesias.
- El 4 de mayo de 2013 se realiza en la Arena una función de lucha libre denominada Guerra de Leyendas en la que se presentaron en la lucha estelar El Hijo del Santo y Huracán Ramírez Jr. Vs. Blue Demon Jr. y El Hijo del Solitario, y que además contó con la participación de Solar Vs. Negro Navarro en la lucha semifinal.
- El 3 de agosto de 2013 se realiza una función de lucha libre CMLL que presentó en la pelea estelar a Místico, La Máscara y La Sombra Vs. Volador Jr. , Mr. Águila y Averno.
- El 5 de octubre de 2013 se presentó Guerra de Leyendas2, segunda edición del evento realizado en mayo, y que contó con la participación en la lucha estelar de Mil Máscaras y Tinieblas Jr. acompañados de Alushe para enfrentar a Canek y L.A. Park acompañados de Patzito, función en la cual se reconoció a Mil Máscaras, Canek y a Tinieblas (Quien fungió como anfitrión del evento) por sus extensas trayectorias, también contó con la participación de estrellas de diversas empresas de lucha libre como Atlantis, Mr. Niebla, Hijo del Dr. Wagner Jr, Laredo Kid, Hijo del Pirata Morgan, Máscara Año 2000 Jr, así como luchadores chiapanecos como Capitán Furia, Vértigo entre otros.